# Hanna Krall
Hanna Krall, född 20 maj 1935 i Warszawa, är en polsk journalist och författare.

## Biografi
Hanna Krall föddes i en assimilerad judisk familj i Warszawa. Hennes föräldrar och släktingar försvann i förintelseläget Majdanek. Hanna Krall överlevde tack vare ett fyrtiotal polacker som gömde henne; hon gick från hand till hand och flyttades mellan byn Krasnogliny, städerna Warszawa och Ryki, Albertinerklostret i Zyczyn och andra platser. 
Efter kriget bodde Hanna Krall på ett barnhem för föräldralösa judiska barn. I slutet av 1950-talet utbildade hon sig till journalist i Warszawa och började arbeta på några av de största polska dagstidningarna. Mellan 1966 och 1969 var hon utrikeskorrespondent i Moskva och gav därefter ut två reportageböcker om vardagslivet i Sovjetryssland.
Hanna Krall fick sitt genombrott 1976 med intervjuerna med Marek Edelman, en av de överlevande från den judiska motståndsrörelsen i Warszawas getto. Artiklarna är uppseendeväckande med sin avheroisering av den judiska revolten. De gavs ut som bok 1977 med titeln  Hinna före Herren Gud (på polska Zdazyc przed Panem Bogiem).
Efter att undantagstillstånd utlysts i Polen 1981 började Krall arbeta som frilans, vilket hon fortsatte med efter kommunistregimens fall 1989. I dag ägnar hon sig först och främst åt skönlitterärt arbete.
Hanna Krall har gett ut ett tiotal böcker som framförallt berör frågor kring förhållandet mellan tyskar, polacker och judar under och efter andra världskriget samt om människors personliga historia och hur deras uppväxt påverkat deras vuxna liv.

## Böcker utgivna på svenska
- Hinna före Herren Gud. Översättning. av Lennart Ilke. Norstedt, 1982
- Lokförare C:s föredömliga liv : reportage 1973-1990. Översättning: Lennart Ilke. Ordfront, 1993
- Att dansa på främmande bröllop : sanna berättelser om människoöden i nazismens spår. Översättning: Julian Birbrajer och Anders Bodegård.B. Östlings bokförl. Symposion, 1996
- Existensbevis. Översättning: Julian Birbrajer. B. Östlings bokförl. Symposion, 1997
- Där ingen flod längre finns. Översättning av Julian Birbrajer. B. Östlings bokförl. Symposion, 2000
- Så det är du som är Daniel. Översättning av Julian Birbrajer. B. Östlings bokförl. Symposion, 2002
- Hjärterkung. Översättning av Julian Birbrajer. Ersatz, 2017
- Hinna före Herren Gud. Nyutgåva som utgår från en omarbetad version av boken från 2006. Översättning av Lennart Ilke. Ersatz, 2017.[8]
- Vit Maria. Översättning av Julian Birbrajer. Ersatz, 2018

## Reportage på svenska (urval)
- Lokförare C:s föredömliga liv : reportage 1973-1990. Översättning: Lennart Ilke . Ordfront, 1993
- Hanna Krall - detaljens mästare i Gräv-scoop : tidskrift för grävande journalistik. 1996: nr 4
- En älskad människa. Översättning: Julian Birbrajer. Moderna tider 1999 nr 105/106, Moderna tider förlags AB

### Fotnoter
1. ↑  Discogs, Discogs artist-ID: 1793370, läst: 9 oktober 2017.[källa från Wikidata]
2. ↑  Babelio, Babelio författar-ID: 115453.[källa från Wikidata]
3. ↑  Munzinger Personen, Munzinger person-ID: 00000021287, läst: 9 oktober 2017.[källa från Wikidata]
4. ↑  Gemeinsame Normdatei, läst: 15 december 2014.[källa från Wikidata]
5. 1 2  abART, abART person-ID: 135619, läst: 1 april 2021.[källa från Wikidata]
6. ↑  webbplats, läs online, läst: 14 oktober 2024.[källa från Wikidata]
7. ↑  läs online, plasterlodzki.pl .[källa från Wikidata]
8. ↑  ”Hanna Krall | Hinna före Herren Gud”. www.ersatz.se. http://www.ersatz.se/bok_krall2.htm. Läst 4 februari 2018.